# Schuddebeurs en Simonshaven
Pour les articles homonymes, voir Schuddebeurs.
Schuddebeurs en Simonshaven est une ancienne commune néerlandaise de la Hollande-Méridionale.
Schuddebeurs en Simonshaven a été érigé en commune le 1er avril 1817 par démembrement de la commune de Geervliet. Le 1er septembre 1855 la commune fut supprimée et rattachée à Geervliet. De nos jours, son territoire intègre la commune de Bernisse. La commune comportait les deux villages et polders de Simonshaven et de Schuddebeurs.
En 1840, la commune de Schuddebeurs en Simonshaven comptait 42 maisons et 257 habitants, dont 215 à Simonshaven et 42 à Schuddebeurs.